# Lijst van Belgische deelnemers aan de Paralympische Zomerspelen 2012
Deze lijst van Belgische deelnemers aan de Paralympische Zomerspelen 2012 in Londen geeft een overzicht van de sporters die zich hebben gekwalificeerd voor de Spelen.
| Paralympiër            | Sport        | Onderdeel                                                                         | Ervaring   |
| ---------------------- | ------------ | --------------------------------------------------------------------------------- | ---------- |
| Gino De Keersmaeker    | Atletiek     | discuswerpen Klasse T42                                                           | 6de Spelen |
| Frederic Van Den Heede | Atletiek     | Klasse F46                                                                        | 2de Spelen |
| Marieke Vervoort       | Atletiek     | 100 m 200 m Klasse T52                                                            | Debutant   |
| Pieter Cilissen        | Boccia       | BC3                                                                               | 2de Spelen |
| Kirsten De Laender     | Boccia       | BC3                                                                               | Debutant   |
| Pieter Verlinden       | Boccia       | BC3                                                                               | Debutant   |
| Johan De Rick          | Goalball     | Heren                                                                             | 2de Spelen |
| Bruno Vanhove          | Goalball     | Heren                                                                             | 2de Spelen |
| Tom Vanhove            | Goalball     | Heren                                                                             | Debutant   |
| Glenn Van Thournout    | Goalball     | Heren                                                                             | Debutant   |
| Youssef Bihi           | Goalball     | Heren                                                                             | 2de Spelen |
| Klison Mapreni         | Goalball     | Heren                                                                             | Debutant   |
| Ulricke Dekeyzer       | Paardensport | Graad IV                                                                          | Debutant   |
| Michèle George         | Paardensport | Graad IV                                                                          | Debutant   |
| Barbara Minneci        | Paardensport | Graad II                                                                          | Debutant   |
| Ciska Vermeulen        | Paardensport | Graad IV                                                                          | Debutant   |
| Ludwig Budeners        | Rugby        | Gemengd                                                                           | 2de Spelen |
| David Duquenne         | Rugby        | Gemengd                                                                           | Debutant   |
| Peter Genyn            | Rugby        | Gemengd                                                                           | 2de Spelen |
| Raf Hendrix            | Rugby        | Gemengd                                                                           | Debutant   |
| Bieke Ketelbuters      | Rugby        | Gemengd                                                                           | Debutant   |
| Gunther Meersschaut    | Rugby        | Gemengd                                                                           | Debutant   |
| Lars Mertens           | Rugby        | Gemengd                                                                           | 2de Spelen |
| Ive Theuwissen         | Rugby        | Gemengd                                                                           | Debutant   |
| Bob Vanacker           | Rugby        | Gemengd                                                                           | 2de Spelen |
| Ronald Verhaegen       | Rugby        | Gemengd                                                                           | Debutant   |
| Frederik Windey        | Rugby        | Gemengd                                                                           | Debutant   |
| Mike Denayer           | Tennis       | Individueel Dubbelspel                                                            | Debutant   |
| Joachim Gérard         | Tennis       | Individueel Dubbelspel                                                            | 2de Spelen |
| Marie-Annick Sevenans  | Tennis       | Individueel                                                                       | 2de Spelen |
| Ben Despineux          | Tafeltennis  | Enkelspel Klasse 7 Dubbelspel Klasse 6-8                                          | Debutant   |
| Marc Ledoux            | Tafeltennis  | Enkelspel Klasse 8 Dubbelspel Klasse 6-8                                          | 3de Spelen |
| Mathieu Loicq          | Tafeltennis  | Enkelspel Klasse 8 Dubbelspel Klasse 6-8                                          | 3de Spelen |
| Kris Bosmans           | Wielersport  | Baan Weg Klasse C3                                                                | Debutant   |
| Wim Decleir            | Wielersport  | Weg Klasse H4                                                                     | Debutant   |
| Christophe Hindricq    | Wielersport  | Weg Klasse H1                                                                     | 2de Spelen |
| Koen Reyserhove        | Wielersport  | Baan Klasse C4                                                                    | Debutant   |
| Sven Decaesstecker     | Zwemmen      | 100 m Rugslag Klasse S10 200 m Wisselslag Klasse SM10                             | 3de Spelen |
| Tamara Medarts         | Zwemmen      | 200 m Vrije Slag Klasse S14 100 m Schoolslag Klasse SB14 100 m Rugslag Klasse S14 | Debutant   |
| Yannick Vandeput       | Zwemmen      | 200 m Vrije Slag Klasse S14 100 m Schoolslag Klasse SB14 100 m Rugslag Klasse S14 | Debutant   |

* per 5-8-2012